# Stephen Solarz
Stephen Joshua Solarz (ur. 12 września 1940 w Nowym Jorku, zm. 29 listopada 2010 w Waszyngtonie) – amerykański polityk, wieloletni członek Kongresu, związany z Partią Demokratyczną.
Studiował na Columbia University, gdzie jego profesorem był m.in. Zbigniew Brzeziński. W czasie swojej działalności politycznej koncentrował się głównie na sprawach międzynarodowych i wspieraniu ruchów demokratycznych (w tym m.in. Solidarności). Był jednym z inicjatorów powołania International Crisis Group.